# Impatiens madagascariensis
Impatiens madagascariensis är en balsaminväxtart som beskrevs av Robert Wight och Arn. Impatiens madagascariensis ingår i släktet balsaminer, och familjen balsaminväxter. Inga underarter finns listade i Catalogue of Life.